# Selección de fútbol playa de Uruguay
La selección de fútbol playa de Uruguay es el equipo representativo del país en las competiciones oficiales de fútbol playa. Su organización está a cargo de la Asociación Uruguaya de Fútbol (AUF), perteneciente a la Confederación Sudamericana de Fútbol (Conmebol). Conocida como la Celeste o los Charrúas, se encuentra afiliada a la Federación Internacional de Fútbol Asociación (FIFA).

## Estadísticas

### Copa Mundial de Fútbol Playa FIFA
| Copa Mundial de Fútbol Playa FIFA | Copa Mundial de Fútbol Playa FIFA | Copa Mundial de Fútbol Playa FIFA | Copa Mundial de Fútbol Playa FIFA | Copa Mundial de Fútbol Playa FIFA | Copa Mundial de Fútbol Playa FIFA | Copa Mundial de Fútbol Playa FIFA | Copa Mundial de Fútbol Playa FIFA |
| Año                               | Ronda                             | J                                 | G                                 | G+                                | P                                 | GF                                | GC                                |
| --------------------------------- | --------------------------------- | --------------------------------- | --------------------------------- | --------------------------------- | --------------------------------- | --------------------------------- | --------------------------------- |
| 2005                              | Cuartos de final                  | 3                                 | 2                                 | 0                                 | 1                                 | 15                                | 11                                |
| 2006                              | Subcampeón                        | 6                                 | 2                                 | 1                                 | 3                                 | 22                                | 20                                |
| 2007                              | Tercer lugar                      | 6                                 | 2                                 | 2                                 | 2                                 | 15                                | 17                                |
| 2008                              | Cuartos de final                  | 3                                 | 2                                 | 0                                 | 1                                 | 15                                | 11                                |
| 2009                              | Cuarto lugar                      | 6                                 | 3                                 | 0                                 | 3                                 | 26                                | 31                                |
| 2011                              | No clasificó                      | No clasificó                      | No clasificó                      | No clasificó                      | No clasificó                      | No clasificó                      | No clasificó                      |
| 2013                              | No clasificó                      | No clasificó                      | No clasificó                      | No clasificó                      | No clasificó                      | No clasificó                      | No clasificó                      |
| 2015                              | No clasificó                      | No clasificó                      | No clasificó                      | No clasificó                      | No clasificó                      | No clasificó                      | No clasificó                      |
| 2017                              | No clasificó                      | No clasificó                      | No clasificó                      | No clasificó                      | No clasificó                      | No clasificó                      | No clasificó                      |
| 2019                              | Cuartos de final                  | 4                                 | 2                                 | 0                                 | 2                                 | 11                                | 12                                |
| 2021                              | Cuartos de final                  | 4                                 | 2                                 | 0                                 | 2                                 | 13                                | 24                                |
| Total                             | 7/11                              | 33                                | 14                                | 4                                 | 15                                | 122                               | 123                               |

### Campeonatos Conjuntos (con la CONCACAF)
| Campeonatos Conjuntos (con la CONCACAF) | Campeonatos Conjuntos (con la CONCACAF) | Campeonatos Conjuntos (con la CONCACAF) | Campeonatos Conjuntos (con la CONCACAF) | Campeonatos Conjuntos (con la CONCACAF) | Campeonatos Conjuntos (con la CONCACAF) | Campeonatos Conjuntos (con la CONCACAF) | Campeonatos Conjuntos (con la CONCACAF) |
| Año                                     | Ronda                                   | J                                       | G                                       | G+                                      | P                                       | GF                                      | GC                                      |
| --------------------------------------- | --------------------------------------- | --------------------------------------- | --------------------------------------- | --------------------------------------- | --------------------------------------- | --------------------------------------- | --------------------------------------- |
| 2005                                    | Subcampeón                              | 5                                       | 4                                       | 0                                       | 1                                       | 22                                      | 11                                      |
| 2007                                    | Subcampeón                              | 3                                       | 2                                       | 0                                       | 1                                       | 11                                      | 7                                       |
| Total                                   | 2/2                                     | 8                                       | 6                                       | 0                                       | 2                                       | 33                                      | 18                                      |

### Campeonato de Fútbol Playa de Conmebol
| Campeonato de Fútbol Playa de Conmebol | Campeonato de Fútbol Playa de Conmebol | Campeonato de Fútbol Playa de Conmebol | Campeonato de Fútbol Playa de Conmebol | Campeonato de Fútbol Playa de Conmebol | Campeonato de Fútbol Playa de Conmebol | Campeonato de Fútbol Playa de Conmebol | Campeonato de Fútbol Playa de Conmebol |
| Año                                    | Ronda                                  | J                                      | G                                      | G+                                     | P                                      | GF                                     | GC                                     |
| -------------------------------------- | -------------------------------------- | -------------------------------------- | -------------------------------------- | -------------------------------------- | -------------------------------------- | -------------------------------------- | -------------------------------------- |
| 2006                                   | Subcampeón                             | 7                                      | 1                                      | 3                                      | 3                                      | 23                                     | 32                                     |
| 2008                                   | Tercer lugar                           | 4                                      | 2                                      | 0                                      | 2                                      | 16                                     | 18                                     |
| 2009                                   | Subcampeón                             | 5                                      | 3                                      | 0                                      | 2                                      | 18                                     | 17                                     |
| 2011                                   | Fase de grupos                         | 3                                      | 1                                      | 0                                      | 2                                      | 14                                     | 10                                     |
| 2013                                   | Sexto lugar                            | 4                                      | 0                                      | 1                                      | 3                                      | 15                                     | 19                                     |
| 2015                                   | Quinto lugar                           | 6                                      | 4                                      | 0                                      | 2                                      | 25                                     | 25                                     |
| 2017                                   | Octavo lugar                           | 6                                      | 2                                      | 0                                      | 4                                      | 27                                     | 29                                     |
| 2019                                   | Subcampeón                             | 6                                      | 4                                      | 0                                      | 2                                      | 23                                     | 31                                     |
| 2021                                   | Subcampeón                             | 6                                      | 4                                      | 1                                      | 1                                      | 17                                     | 12                                     |
| Total                                  | 9/9                                    | 47                                     | 21                                     | 5                                      | 21                                     | 178                                    | 193                                    |

### Copa América de Fútbol Playa
| Copa América de Fútbol Playa | Copa América de Fútbol Playa | Copa América de Fútbol Playa | Copa América de Fútbol Playa | Copa América de Fútbol Playa | Copa América de Fútbol Playa | Copa América de Fútbol Playa | Copa América de Fútbol Playa |
| Año                          | Ronda                        | J                            | G                            | G+                           | P                            | GF                           | GC                           |
| ---------------------------- | ---------------------------- | ---------------------------- | ---------------------------- | ---------------------------- | ---------------------------- | ---------------------------- | ---------------------------- |
| 2016                         | Cuarto lugar                 | 5                            | 2                            | 1                            | 2                            | 20                           | 20                           |
| 2018                         | Tercer lugar                 | 5                            | 3                            | 1                            | 1                            | 23                           | 18                           |
| 2022                         | Séptimo lugar                | 5                            | 2                            | 0                            | 3                            | 18                           | 18                           |
| Total                        | 3/3                          | 15                           | 7                            | 2                            | 6                            | 61                           | 56                           |

## Plantilla
- Última actualización: Plantel para la Copa Mundial de Fútbol Playa FIFA 2021

| Nombre                            | Posición |
| --------------------------------- | -------- |
| Felipe Fernández                  | Arquero  |
| Gustavo Sebe                      | Arquero  |
| Alejandro Guerrero                | Arquero  |
| Facundo Cordero                   | Libero   |
| Richard Catardo                   | Libero   |
| Matías Cabrera                    | Libero   |
| Luis Quinta                       | Libero   |
| Santiago Miranda                  | Libero   |
| Agustín Quinta                    | Ala      |
| Gastón Laduche                    | Ala      |
| Gonzalo Cazet                     | Ala      |
| Andrés Laens                      | Pívot    |
| Marcelo Capurro                   | Pívot    |
| Nicolás Bella                     | Pívot    |
| Director técnico: Germán Parrillo |          |

## Logros
- Subcampeón de la Copa Mundial de Fútbol Playa de FIFA: 2006.
- Subcampeón del Campeonato Mundial de Fútbol Playa (BSWW): 1996 y 1997 .
- Subcampeón del Campeonato de Fútbol Playa de Concacaf - Conmebol: 2005 y 2007.
- Subcampeón del Campeonato de Fútbol Playa de Conmebol: 2006, 2009, 2019 y 2021
- Tercer puesto en el Mundialito de Fútbol Playa: 1999.
- Campeón Copa Latina: 2011
- Juegos Suramericanos de Playa:
  -  Medalla de bronce (1): 2009.
- Segundo puesto en Liga Sudamericana Zona Sur: 2018